# Helemba megállóhely
Helemba vasútállomás egy ma már nem üzemelő vasútállomás, amit a Železničná spoločnosť Slovensko a.s. (ZSSK) üzemeltetett.

## Vasútvonalak
Az állomást az alábbi vasútvonalak érintik:
Budapest–Párkány–Pozsony

## Kapcsolódó állomások
A vasútállomáshoz az alábbi állomások vannak a legközelebb:
- Párkány vasútállomás
- Szob vasútállomás